# Molomea lineiceps
Molomea lineiceps är en insektsart som beskrevs av Young 1968. Molomea lineiceps ingår i släktet Molomea och familjen dvärgstritar. Inga underarter finns listade i Catalogue of Life.